# 常德铁幢
29°02′14″N 111°41′55″E / 29.0373°N 111.6986°E
常德铁幢，位于中华人民共和国湖南省常德市滨湖公园内，是一座铁质的经幢。该幢始建于北宋年间，原位于乾明寺旁，1979年搬至公园。该经幢内部中空，高4.34米，塔身外有浮雕及铭文。1982年，常德铁幢被列为全国重点文物保护单位。

## 历史
常德铁幢，俗称“铁树”，原位于德山孤峰岭下的乾明寺左侧。该经幢始建于宋代建隆四年（963年）至大中祥符四年（1011年）年间:103-104。中华人民共和国成立后，该铁幢一度被运至常德的七一机械厂，被厂内师傅发现其并未锈蚀，且带有诸多佛教标志，因而免于被熔化炼钢的结局。1959年1月24日，常德铁幢被湖南省人民委员会列为湖南省文物保护单位。文化大革命中，乾明寺被毁，仅剩这座铁幢。1979年1月，经湖南省文物主管部门批准，常德铁幢被从乾明寺遗址旁搬迁至常德市区内新修建的滨湖公园中:103-104。当年有游人攀爬铁幢拍照导致铁幢倒塌，事后这名游客被判处有期徒刑，并赔偿修复费用650元人民币。1980年，铁幢得以重新修复。1982年，该铁幢被公布为全国重点文物保护单位。

## 结构
常德铁幢由生铁筑成，净重1520.8公斤，高4.34米，底部直径0.9米。外形呈圆锥宝塔式，由下至上逐渐收分。塔内空心。全幢共分17节，每节之间以榫卯连接，部分有石灰和焊接点粘连。铁幢底部为幢座，高1.42米，中部内收为束腰，外侧刻有流云和莲花纹饰。幢座上部为幢身，由下至上可分为20层。第一层幢身下部雕刻有8个托举状的半身力士像；上部有10个释迦牟尼像浮雕，之间装饰有4条龙和4只狮子，神态各异。第三层至第五层为捐资建幢的人的姓名及所捐款项，第五层顶部有八角出檐。第六层由莲花纹浮雕，南面正中有一座圆形拱门的浮雕。第七层被分为大小不等的三块，其中较大的一块上阴刻有《波若波罗密多心经》全文，其余两块阴刻捐资造铁幢的州、府官员的官职及姓名。第八层和第十一层的顶部均有八角出檐。第二十层为宝瓶式顶盖。:104-105:379-380:226